# Carlos Palomino
Carlos Palomino (ur. 10 sierpnia 1949 w San Luis Río Colorado) – meksykański bokser, zawodowy mistrz świata kategorii półśredniej.
Gdy miał dziesięć lat, jego rodzina przeniosła się do Stanów Zjednoczonych i zamieszkała w Santa Ana. Palomino odnosił sukcesy w boksie amatorskim, gdy służył w United States Army. Był mistrzem armii w 1971 i 1972 w wadze półśredniej, a także amatorskim mistrzem USA (AAU) w wadze lekkopółśredniej w 1972 (pokonał wówczas przyszłego mistrza olimpijskiego Sugar Raya Sealesa.
Rozpoczął karierę boksera zawodowego w 1972. Po wygraniu 10 walk i zremisowaniu jednej doznał w 1974 pierwszej porażki, gdy pokonał go Andy Price. W listopadzie 1975 zremisował z wysoko notowanym Hedgemonem Lewisem.
22 czerwca 1976 w Londynie zmierzył się z mistrzem świata organizacji World Boxing Council w wadze półśredniej Johnem Straceyem. Pokonał go przez techniczny nokaut w 12. rundzie i został nowym mistrzem świata.
Palomino w obronie zdobytego tytułu mistrzowskiego pokonał kolejno: Armando Muñíza 21 stycznia 1977 w Los Angeles przez techniczny nokaut w 15. rundzie, Dave’a Boya Greena 14 czerwca 1977 w Londynie przez nokaut w 11. rundzie, Everaldo Costę Azevedo 13 września 1977 w Los Angeles na punkty, José Palaciosa 10 grudnia 1977 w Los Angels przez nokaut w 13. rundzie, Ryu Sorimachi 11 lutego 1978 w Las Vegas przez nokaut w 7. rundzie, Mimouna Mohatara 18 marca 1978 w Las Vegas przez techniczny nokaut w 9. rundzie i ponownie Armando Muñíza 25 maja 1978 w Los Angeles na punkty.
W kolejnej walce Palomino stracił tytuł mistrzowski. 14 stycznia 1979 w San Juan Wilfred Benítez pokonał go niejednogłośnie na punkty.
W następnej walce Palomino zmierzył się z Roberto Duránem, który przeszedł do wagi półśredniej po rezygnacji z tytułu mistrzowskiego w wadze lekkiej. 22 czerwca 1979 Durán jednogłośnie zwyciężył na punkty. Po tej walce Palomino wycofał się z zawodowego uprawiania boksu.
Próbował swych sił jako aktor, występując w wielu filmach i programach telewizyjnych. Jego młodszy brat Paul Palomino był bokserem amatorskim. Zginął wraz z pozostałymi członkami reprezentacji USA w katastrofie lotniczej na Okęciu w 1980.
Carlos Palomino powrócił do zawodowego uprawiania boksu w 1997. W wieku 48 lat wygrał cztery walki przez nokaut (w tym z byłym mistrzem świata René Arredondo, ale w kolejnej przegrał na punkty w maju 1998 z Wilfredo Riverą i ostatecznie zakończył karierę pięściarską.
Został wybrany w 2004 do Międzynarodowej Bokserskiej Galerii Sławy.

## Filmografia
Filmy fabularne
| Rok  | Tytuł | Rola                  | Reżyser           |
| ---- | --- | --------------------- | ----------------- |
| 1983 | Taniec krasnoludków (Dance of the Dwarfs)                                                                | bandyta               | Gus Trikonis      |
| 1983 | Nieznajomi się całują (Strangers Kiss)                                                                   | Esteban               | Matthew Chapman   |
| 1987 | A jednak żyje 3: Wyspa żyjących (It’s Alive III: Island of the Alive)                                    | pierwszy Kubańczyk    | Larry Cohen       |
| 1987 | Nasty Hero (TV)                                                                                          | Carlos                | Nick Barwood      |
| 1987 | Szaleństwo (Rampage)                                                                                     | Nestode               | William Friedkin  |
| 1988 | Kamienie Ibarry (Stones for Ibarra)                                                                      | Julian Palacio        | Jack Gold         |
| 1989 | Cicha noc, śmierci noc III: Przygotuj się na najgorsze (Silent Night, Deadly Night 3: Better Watch Out!) | kierowca ciężarówki   | Monte Hellman     |
| 1989 | Pięści ze stali (Fists of Steel)                                                                         | Carlos Diaz           | Jerry Schafer     |
| 1991 | Bomba zegarowa (Timebomb                                                                                 | Pan Green             | Avi Nesher        |
| 1991 | Brutalna gra (Legal Tender)                                                                              | detektyw Hernandez    | Jag Mundhra       |
| 1992 | Mój samuraj (My Samurai)                                                                                 | detektyw Ramirez      | Fred H. Dresch    |
| 1993 | Geronimo: amerykańska legenda (Geronimo: An American Legend)                                             | sierżant Turkey       | Walter Hill       |
| 1993 | Patrz do końca (Die Watching)                                                                            | detektyw Barry        | Charles Davis     |
| 1994 | Anioł pożądania (Criminal Passion)                                                                       | głos                  | Donna Deitch      |
| 1994 | Mecz śmierci (Death Match)                                                                               | Dock Foreman          | Joe Coppoletta    |
| 1996 | Dzikie serca (Criminal Hearts, wideo)                                                                    | Ramon                 | Dave Payne        |
| 1996 | One Clean Move (krótkometrażowy)                                                                         | barman                | D.W. Brown        |
| 1996 | Detonator                                                                                                | detektyw Martin Ortiz | Garrett Clancy    |
| 1999 | Ostatni skok (If... Dog... Rabbit)                                                                       | Cesar                 | Matthew Modine    |
| 2000 | Cena sławy (Price of Glory)                                                                              | Oscar                 | Carlos Avila      |
| 2002 | Turn of Faith                                                                                            | Angelo Muro           | Charles Jarrott   |
| 2004 | Tommy Riley (Fighting Tommy Riley)                                                                       | Hector                | Eddie O’Flaherty  |
| 2004 | Taśmy zbrodni (American Crime)                                                                           | Phillby               | Dan Mintz         |
| 2015 | Callejero (Uliczny)                                                                                      | Javier Sr.            | Ray Gallardo      |
| 2019 | Relish                                                                                                   | złota rączka          | Justin Isaac Ward |

Seriale
| Rok     | Tytuł                                                     | Rola                 | Uwagi                                                                           |
| ------- | --------------------------------------------------------- | -------------------- | ------------------------------------------------------------------------------- |
| 1978    | Taxi                                                      | w roli samego siebie | 1 odcinek                                                                       |
| 1979    | Biały cień (The White Shadow)                             | w roli samego siebie | 1 odcinek                                                                       |
| 1980    | Buck Rogers w XXV wieku (Buck Rogers in the 25th Century) | olimpijczyk          | odc. „Olimpiada” („Olympiad”)                                                   |
| 1984    | Legmen                                                    | Joey Bazan           | odc. „Wciąż żyję o piątej” („Still Alive at Five”)                              |
| 1985    | Autostrada do nieba (Highway to Heaven)                   | Mendoza              | odc. „Pobłogosław chłopców w błękicie” („Bless the Boys in Blue”)               |
| 1986    | Nieustraszony (Knight Rider)                              | w roli samego siebie | odc. „Odkupienie mistrza” („Redemption of a Champion”)                          |
| 1986    | Posterunek przy Hill Street (Hill Street Blues)           | Ramon                | odc. „Sprawa Klappa” („A Case of Klapp”)                                        |
| 1992    | Gliniarz i prokurator (Jake and the Fatman)               | Juanito Santana      | odc. „Tylko ty, tylko ja” („Just You, Just Me”)                                 |
| 1994    | Nowojorscy gliniarze (NYPD Blue)                          | Jesus Cepeda         | odc. „Zeppo Marks Brothers”                                                     |
| 1996    | Wysoka fala (Chasing Mavericks)                           | Paco                 | 2 odc. „Cokolwiek, kiedykolwiek i gdziekolwiek” („Anything, Anytime, Anywhere”) |
| 1997    | Diagnoza morderstwo (Diagnosis Murder)                    | ogrodnik             | odc. „Komedia to morderstwo” („Comedy Is Murder”)                               |
| 1998–99 | Air America                                               | Hector Ramirez       | 2 odcinki                                                                       |
| 1999    | Star Trek: Voyager                                        | bokser               | odc. „Walka” („The Fight”)                                                      |
| 2001    | Reba                                                      | dr Gomez             | odc. „Każde zdjęcie opowiada historię” („Every Picture Tells a Story”)          |
| 2003    | Pozdrowienia z Tucson (Greetings from Tucson)             | Pan Sanchez          | odc. „Rywalizacja rodzeństwa” („Sibling Rivalry”)                               |
| 2003    | Bracia García (The Brothers Garcia)                       | Guillermo            | odc. „Strefa Spinu” („The Spin Zone”)                                           |